# Raus aus der Ukraine, du hässlicher Moskal!
Raus aus der Ukraine, du hässlicher Moskal! (ukrainisch Геть з України, москаль некрасивий! Het s Ukrajiny, moskal nekrassywyj!; russisch Геть с Украины, москаль некрасивый! Get s Ukrainy, moskal nekrassiwyj!; englisch Get out from Ukraine ugly moskal!). „Moskal“ (ukrainisch москаль; etwa: „Moskowiter“ oder „Moskauer“) ist ein ursprünglich neutrales Wort, hier aber als rassistische Beleidigung bzw. Hasswort (siehe auch Ethnophaulismus). Der kyrillische Buchstabe о wird dabei – ähnlich wie bei dem englischen Vulgärausdruck fuck (f*ck) – bisweilen auch mit einem Sternchen geschrieben (м*скаль / M*skal). Das Wort ist in der Ukraine eine abwertende Volksbezeichnung und in letzter Zeit ein Hasswort für einen ethnischen Russen. Das Wort ist auch in anderen osteuropäischen Sprachen gebräuchlich, beispielsweise gilt der Begriff in der polnischen Sprache heutzutage als archaisch, abwertend oder verächtlich, gleich oder ähnlich im Rumänischen und Belarussischen usw.
Dieser Satz stammt aus dem Monolog der Ballerina Bella Kuzenko (ukrainisch Белла Куценко). Diese dickleibige Kunstfigur stammt von Andrij Danylko, einem ukrainischen Komödianten und Sänger, der aber unter dem Namen der Kunstfigur Verka Serduchka besser bekannt ist.

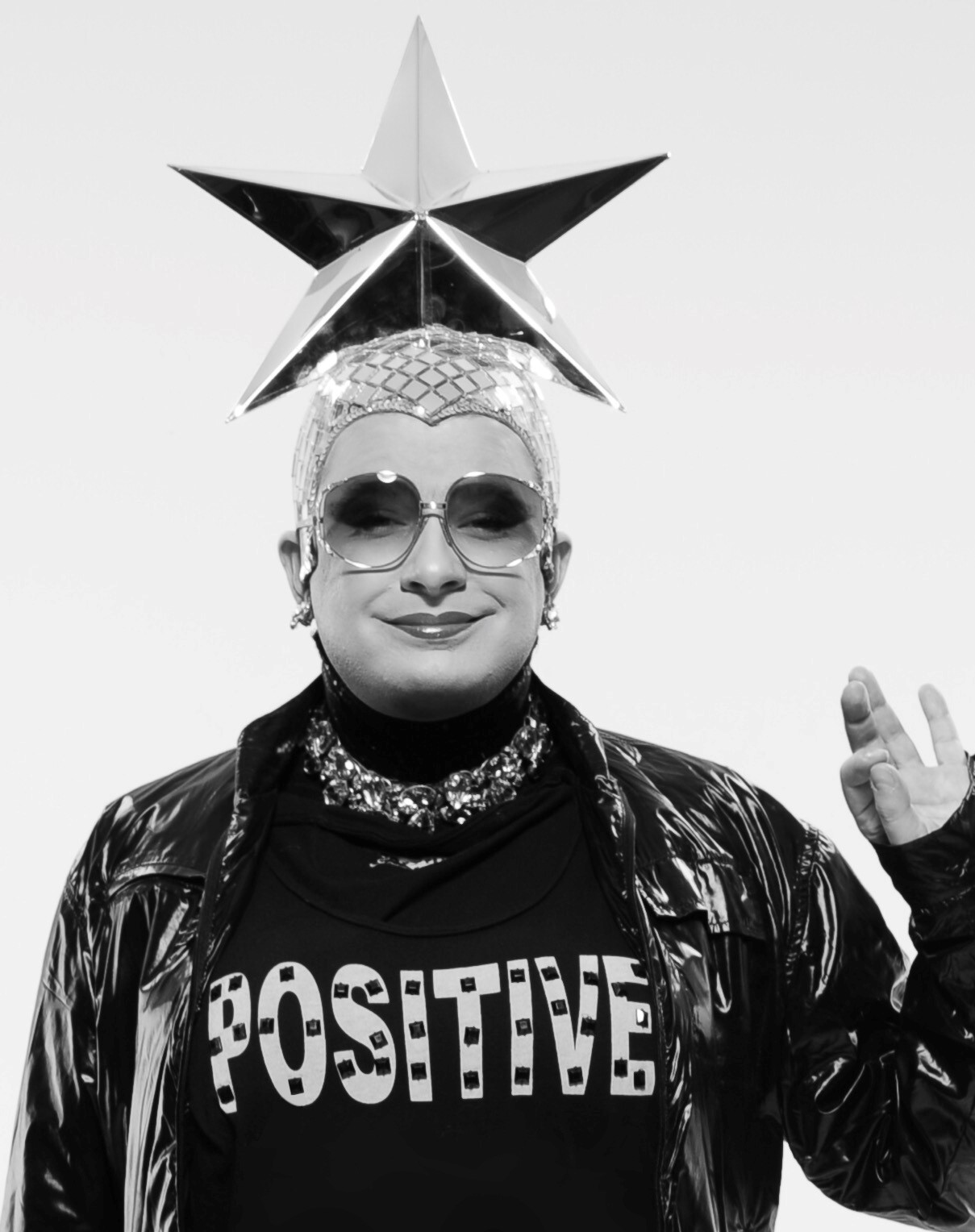
Verka Serduchka

Der Satz erlangte 2022 Popularität, nachdem er zu einem Sample für musikalische Kompositionen gemacht worden war. Der Auftritt der Ballerina-Figur ging nach dem  russischen Überfall auf die Ukraine im Internet „viral“.

## Verwendung in der Musik
Im März 2022 präsentierte die Sängerin der Gruppe Vivienne Mort, Daniela Zaiushkina, auf Facebook eine Aufnahme, in der sie ein Zitat von Bella Kutsenko mit einer aufständischen Melodie überlagerte.
Im April 2022 stellte die ukrainische Sängerin Jerry Heil einen neuen Song vor, der die Phrase verwendete. Die Komposition, die auf dem Motiv des ukrainischen Volkslieds Oj na hori ta j schenzi schnut (ukrainisch Ой на горі та й женці жнуть / Auf dem Berg, da ernten die Schnitter) basiert, erwähnt Wolodymyr Selenskyj, Witali Kim (ukrainisch Кім Віталій Олександрович), Oleksij Arestowytsch, Soldaten der ukrainischen Streitkräfte sowie veröffentlichte Geschichten – darüber, wie Zigeuner den Insassen einen Panzer stahlen und wie eine Frau von ihrem Balkon aus eine feindliche Drohne mit einem Gurkenglas abgeschossen hat. Ein Fragment aus der Ballerina-Rede von Danylko (Verka Serduchka) wurde als Refrain verwendet.
Der Künstler Verka Serduchka (Andrij Danylko) selbst äußerte sich folgendermaßen zum Gebrauch seiner Worte:

«Это миниатюра была написана мной в 2004 году. Понятно, что слова вырваны из контекста. Но сегодня, они действительно звучат совершенно недвусмысленно. По большому счету, все, что делала Сердючка на сцене, имело какой-то смысл. Мы всегда были спорными. Я часто удивлялся, почему развлекательный персонаж Сердючки вызывает все время какие-то разборки! А потом к этому привык. Потому что, даже когда я ничего не имел в виду, это додумывалось за меня»

„Ich habe diese Miniatur im Jahr 2004 geschrieben. Es ist klar, dass die Worte aus dem Zusammenhang gerissen wurden. Aber heute klingen sie wirklich völlig eindeutig. Im Großen und Ganzen machte alles, was Serduchka auf der Bühne tat, irgendwie Sinn. Wir waren schon immer umstritten. Ich habe mich oft gefragt, warum die unterhaltsame Figur Serduchka immer irgendeine Art von Showdown verursachte! Und dann habe ich mich daran gewöhnt. Denn selbst wenn ich es nicht so gemeint habe, kam es mir in den Sinn.“

Verka Serduchka und seine Truppe begannen damit ihr Konzert in der Kiewer U-Bahn.

## Als Slogan
Am 4. Juni 2022 hängte der Verfasser der Petition für die Entrussifizierung Poltawas, Oleksij Logwinow, ein Transparent mit der Aufschrift „Raus aus der Ukraine, hässlicher Moskal“ an das Denkmal des sowjetischen Generals Nikolai Watutin.

## Siehe auch

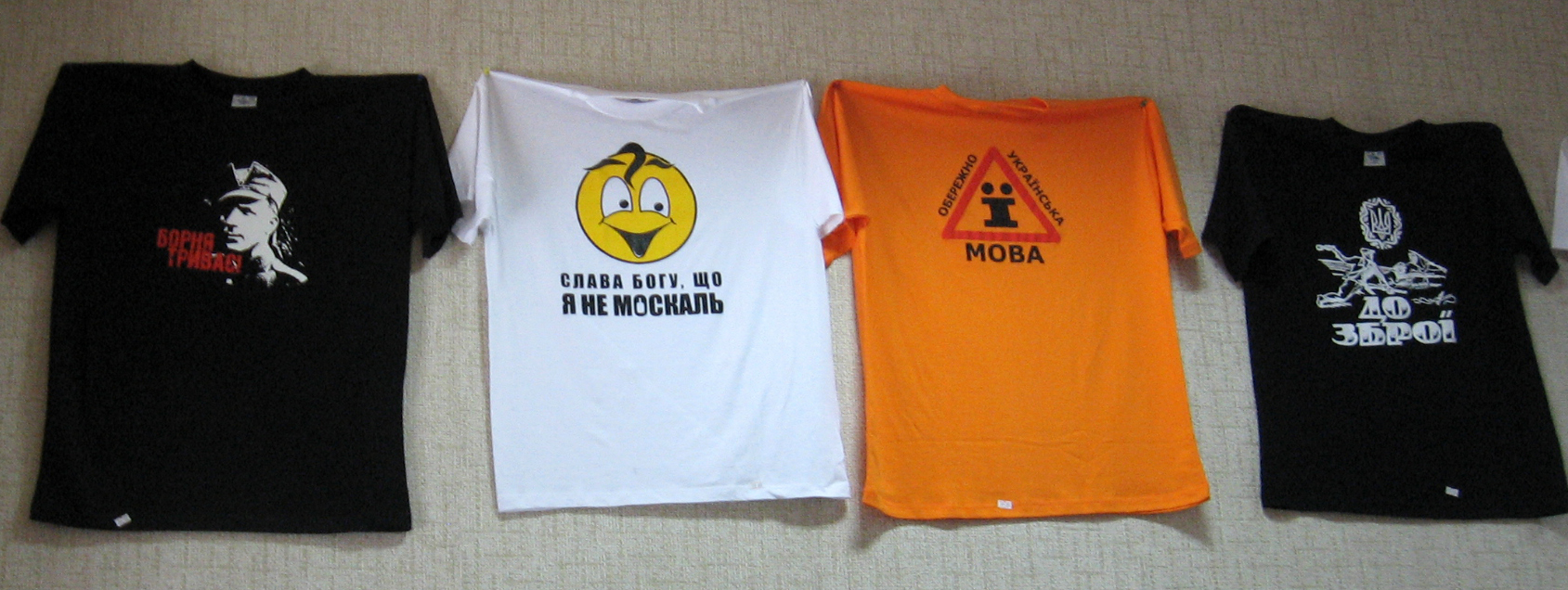
Ukrainischer Text auf einem weißen T-Shirt: (Slava Bohu, shcho ya ne moskal; „Gott sei Dank bin ich kein Moskal“) – Beispiel für die Verwendung des Wortes